# Mesochorus jamaicae
Mesochorus jamaicae là một loài tò vò trong họ Ichneumonidae.